# Barry Markus
Barry Markus (Amsterdam, 17 de juliol de 1991) és un ciclista neerlandès, professional des del 2010 i actualment a l'equip Pauwels Sauzen-Vastgoedservice.

## Palmarès en ruta
- 2008
  - Vencedor de 2 etapes als Tres dies d'Axel
- 2009
  - Vencedor d'una etapa al Trofeu Karlsberg
- 2010
  - 1r a la Dorpenomloop Rucphen
  - Vencedor d'una etapa a la Volta a Turíngia
- 2011
  - 1r a la Ster van Zwolle
  - 1r a la Dorpenomloop Rucphen
  - Vencedor d'una etapa a la Volta a Lleó

### Resultats a la Volta a Espanya
- 2013. Abandona (10a etapa)

## Palmarès en pista
- 2011
  -  Campió dels Països Baixos en Madison (amb Roy Pieters)
  - 1r a la UIV Cup - Rotterdam (amb Max Stahr)